# Gerhard Sommer
Gerhard Sommer (nascido a 24 de Junho de 1921) é um ex-SS-Untersturmführer (segundo-tenente) da 16.ª Divisão Panzergrenadier SS Reichsführer-SS, que esteve envolvido no massacre de 560 civis a 12 de Agosto de 1944, na vila italiana de Sant'Anna di Stazzema. Está na lista dos mais procurados criminosos de guerra nazis do Centro Simon Wiesenthal.

## Biografia
Sommer nasceu em Steinpleis, perto de Zwickau, na Saxónia. Em Julho de 1933, aos 12 anos, Sommer tornou-se membro da Juventude Hitleriana, onde obteve a classificação de Jungzugführer no Deutsches Jungvolk. A 1 de Setembro de 1939, aos 18 anos, juntou-se ao Partido Nacional Socialista dos Trabalhadores Alemães, inscrevendo-se nas Waffen-SS em Outubro desse ano.
Sommer lutou na 1.ª Divisão SS Leibstandarte SS Adolf Hitler, nos Balcãs e na Ucrânia, tendo sido ferido duas vezes e condecorado com a Cruz de Ferro de 2ª classe. Em 1943, Sommer concorreu ao posto de SS-Reserveführer. Após treinamento na Proschnitz, foi nomeado SS-Untersturmführer a 30 de Janeiro de 1944. Serviu como Zugführer e, mais tarde, como Kompanieführer no 7º Kompanie des II. Bataillons/SS-Panzergrenadier-Regiment 35. A 19 de Agosto de 1944, recebeu a Cruz de Ferro de 1ª classe. Perto do fim da guerra, Sommer serviu no 4º SS Panzergrenadier de Voluntários da Brigada da Holanda.
A 22 de junho de 2005, Sommer e outros nove ex-membros das SS foram condenados por um tribunal militar italiano em La Spezia, por  "assassinato continuado com requintes de crueldade" de 560 moradores de Sant'Anna di Stazzema. Todos os dez réus foram condenados à prisão perpétua, e ao pagamento de uma indemnização. Sommer e quatro de seus companheiros apelaram, mas as sentenças foram confirmadas em 2006 por um tribunal militar em Roma.
Em 2002, investigações contra Sommer foram iniciadas na Alemanha, mas nenhuma acusação criminal foi formulada até à data. Gabriela Heinecke, uma advogada de Hamburgo encarregada do "Nebenklage" dos sobreviventes italianos do massacre, continua a ter acesso negado aos autos pelo ministério público alemão. Em Maio de 2006, Sommer foi viver para uma casa de repouso em Hamburgo-Volksdorf, na Alemanha. Em Maio de 2015, Sommer foi declarado inapto para julgamento pelo ministério público alemão.